# Eberscholl
Eberscholl ist ein Ortsteil des oberschwäbischen Marktes Dirlewang im Landkreis Unterallgäu in Bayern. 

## Lage
Der Weiler liegt etwa 3,5 Kilometer südwestlich des Hauptortes und ist über Gemeindestraßen mit diesem verbunden. Köngetried ist etwa einen Kilometer westlich der nächstgelegene Ort. Östlich des Ortes liegt der Burgerwald, die übrigen Flächen werden überwiegend landwirtschaftlich genutzt. 
Erstmals wurde die Einöde 1239 als „Ebirsol“ erwähnt, als sie dem Kloster Irsee als Besitz bestätigt wurde. Das Vogtrecht wurde gegen Ronsberg geleistet. Zum Lehen der Herrschaft Mindelheim gehörte Eberscholl von 1533 bis 1642. Seit dem Reichsdeputationshauptschluss 1803 gehört der Ort zu Dirlewang. Seit 1885 befindet sich der Bauernhof in Privatbesitz. In der Zwischenzeit wurde er dreigeteilt.